# Valdeaveruelo
Valdeaveruelo é um município da Espanha na província de Guadalajara, comunidade autónoma de Castilla-La Mancha, de área 17,36 km² com população de 703 habitantes (2006) e densidade populacional de 30,51 hab/km².

## Demografia
| Variação demográfica do município entre 1991 e 2004 | Variação demográfica do município entre 1991 e 2004 | Variação demográfica do município entre 1991 e 2004 | Variação demográfica do município entre 1991 e 2004 |
| --------------------------------------------------- | --------------------------------------------------- | --------------------------------------------------- | --------------------------------------------------- |
| 1991                                                | 1996                                                | 2001                                                | 2004                                                |
| 158                                                 | 234                                                 | 444                                                 | 530                                                 |